# Двадесет трећа изложба УЛУС-а (1957)
Двадесет трећа изложба УЛУС-а (1957) је трајала од 30. априла до 15. маја и од 17. до 31. маја 1957. године. Одржана је у галеријском простору Удружења ликовних уметника Србије односно у Уметничком павиљону "Цвијета Зузорић", у Београду.

## Излагачи

### Сликарство
Радови изложени од 30. априла до 15. маја:
1. Зоран Мандић
2. Мома Марковић
3. Мирјана Мареш
4. Радослав Миленковић
5. Пеђа Милосављевић
6. Милан Миљковић
7. Драгутин Митриновић
8. Милун Митровић
9. Мирјана Михаћ
10. Душан Мишковић
11. Петар Младеновић
12. Светислав Младеновић
13. Марклен Мосијенко
14. Миливој Николајевић
15. Мирјана Николић-Пећинар
16. Миливоје Олујић
17. Анкица Опрешник
18. Лепосава Ст. Павловић
19. Чедомир Павловић
20. Татјана Пајевић
21. Слободан Пејовић
22. Јефто Перић
23. Павле Петрик
24. Михаило Петров
25. Зоран Петровић
26. Јелисавета Ч. Петровић
27. Милорад Пешић
28. Васа Поморишац
29. Ђорђе Поповић
30. Милан Поповић
31. Божидар Продановић
32. Михаило-Бата Протић
33. Влада Радовић
34. Иван Радовић
35. Милутин Ж. Радојичић
36. Ђуро Радоњић
37. Бошко Рисимовић
38. Маријан Савиншек
39. Светозар Самуровић
40. Федор Соретић
41. Слободан Сотиров
42. Бранко Станковић
43. Боривоје Стевановић
44. Милица Стевановић
45. Радомир Стевић
46. Едуард Степанчић
47. Владимир Стојановић
48. Живко Стојсављевић
49. Светислав Страла
50. Иван Табаковић
51. Рафаило Талви
52. Невена Теокаровић
53. Војислав Тодорић
54. Александар Томашевић
55. Дмитар Тривић
56. Стојан Трумић
57. Милорад Ћирић
58. Јелена Ћирковић
59. Петар Убовић
60. Коста Хакман
61. Антон Хутер
62. Милан Цмелић
63. Алекса Челебоновић
64. Милан Четић
65. Оливера Чохаџић Радовановић
66. Милена Чубраковић
67. Божидар Џмерковић
68. Мила Џокић
69. Анте Шантић
70. Имре Шафрањ
71. Александар Шиверт
72. Миленко Шербан
73. Мирјана Шипош
74. Бранко Шотра

Радови изложени од 17. до 31. маја:
1. Андреја Андрејевић
2. Даница Антић
3. Радомир Антић
4. Милош Бајић
5. Боса Беложански
6. Михаил Беренђија
7. Никола Бешевић
8. Петар Бибић
9. Јован Бијелић
10. Емил Боб
11. Слободан Богојевић
12. Перо Бодрожа
13. Милан Божовић
14. Коста Брадић
15. Војтех Братуша
16. Павле Васић
17. Радмила Васић
18. Владимир Величковић
19. Живојин Влајнић
20. Лазар Возаревић
21. Исидор Врсајков
22. Лазар Вујаклија
23. Миодраг Вујачић
24. Димитрије-Мића Вујовић
25. Бошко Вукашиновић
26. Живан Вулић
27. Слободан Гавриловић
28. Оливера Галовић-Протић
29. Милош Гвозденовић
30. Ратомир Глигоријевић
31. Драгомир Глишић
32. Милош Голубовић
33. Никола Граовац
34. Александар Грбић
35. Винко Грдан
36. Бора Грујић
37. Ксенија Дивјак
38. Мило Димитријевић
39. Славе Дуковски
40. Амалија Ђаконовић
41. Светозар-Заре Ђорђевић
42. Миодраг Ђурић
43. Јован Зоњић
44. Анастасија Иванова
45. Ксенија Илијевић
46. Иван Јакобчић
47. Љубомир Јанковић
48. Мирјана Јанковић
49. Мара Јелесић
50. Александар Јеремић
51. Богдан Јовановић
52. Гордана Јовановић
53. Милош Јовановић
54. Сергије Јовановић
55. Деса Јовановић Глишић
56. Вера Јосифовић
57. Оливера Кангрга
58. Богомил Карлаварис
59. Милан Керац
60. Милан Кечић
61. Радивоје Кнежевић
62. Јарослав Кратина
63. Коста Кривокапић
64. Лиза Крижанић-Марић
65. Марко Крсмановић
66. Чедомир Крстић
67. Мајда Курник
68. Гордана Лазић
69. Слабодан Лашић
70. Александар Луковић
71. Душан Љубојевић

### Вајарство
Радови изложени од 30. априла до 15. маја:
1. Мира Марковић-Сандић
2. Франо Менегело-Динчић
3. Периша Милић
4. Божидар Обрадовић
5. Јерко Павишић
6. Димитрије Парамендић
7. Славка Петровић-Средовић
8. Светомир Почек
9. Љубинка Савић-Граси
10. Сава Сандић
11. Јован Солдатовић
12. Драгутин Спасић
13. Славољуб Станковић
14. Ристо Стијовић
15. Војин Стојић
16. Радивој Суботички
17. Љубица Тапавички-Берберски
18. Јосиф Хрдличка

Радови изложени од 17. до 31. маја:
1. Градимир Алексић
2. Милан Бесарабић
3. Оскар Бербеља
4. Ибрахим Билајац
5. Вука Велимировић
6. Милан Верговић
7. Војислав Вујисић
8. Матија Вуковић
9. Ангелина Гаталица
10. Нандор Глид
11. Миодраг Гојковић
12. Радмила Граовац
13. Стеван Дукић
14. Александар Зарин
15. Олга Ивањицки
16. Божидар Јововић
17. Олга Јеврић
18. Јелена Јовановић
19. Антон Краљић
20. Милован Крстић
21. Стојан Лазић
22. Ото Лого